# داعي

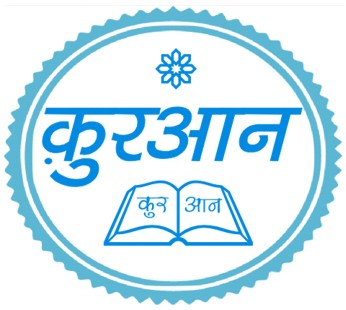
كلمات قرآنية بالخط الهندي

الداعي هو بشكل عام شخص يشارك في الدعوة الإسلامية، وهي دعوة الناس إلى الإسلام. ويُطلق هذا اللقب عادًة على المبشرين الإسماعيليين في الدولة الفاطمية أو الدولة الإسماعيلية النزارية.